# Macledium speciosum
Macledium speciosum là một loài thực vật có hoa trong họ Cúc. Loài này được (DC.) S.Ortiz mô tả khoa học đầu tiên năm 2001.